# Andrena alluaudi
Andrena alluaudi är en biart som beskrevs av Raymond Benoist 1961. Andrena alluaudi ingår i släktet sandbin, och familjen grävbin. Inga underarter finns listade i Catalogue of Life.